# Carl Gustaf Boije
Carl Gustaf Boije af Gennäs, född 1697 i Sankt Lars församling, Östergötlands län, död 8 augusti 1769 i Sankt Lars församling, Östergötlands län, var en svensk militär och politiker, kusin till Erich Gustaf och Hans Henrik Boije, far till Adam Ludvig Boije.

## Biografi
Carl Gustaf Boije af Gennäs föddes 1696 på Ryds herrgård i Sankt Lars socken och döptes 12 mars samma år. Han var son till kaptenen Johan Gustaf Boije af Gennäs vid Östgöta infanteriregemente och friherrinnan Margareta Sparre. Boije blev 1711 student vid Lunds universitet och 16 februari 1716 vid Uppsala universitet. Han blev i augusti 1713 kadett vid hertigen av Mecklenburgs dragoner, 1714 frikorpral och 1715 adjutant. Boije tog avsked 15 februari 1716 och blev samma år volontär i kejserlig tjänst, samt senare korpral. Han blev 12 december 1721 fänrik vid Östgöta infanteriregemente, 21 november 1714 kapten i Holstein-Gottorpsk tjänst och 19 mars 1728 major Fick 8 augusti 1730 löjtnants indelning vid Smålands kavalleriregemente och tog 3 februari 1736 avsked ur Holstein-Gottorpsk tjänst med överstelöjtnants titel. Tog 23 juli 1740 avsked med majors karaktär från löjtnantstjänsten vid Smålands kavalleriregementet och blev 7 augusti 1741 korpral vid livdrabantkåren. Boije blev 11 februari 1743 löjtnant vid Livregementet till häst och tog avsked 14 maj 1743. Han utnämndes 7 november 1748 till RSO. Boije avled 1769 på Ryds herrgård i Sankt Lars socken.
Boije tog vid riksdagen 1738/39 aktiv del i aktionen mot Arvid Horn och var pådrivande i krigsförklaringen mot Ryssland 1741. Han var ännu vid riksdagen 1755/56 en nitisk hattpolitiker och sällade sig 1760/62 till oppositionen. 
Sitt gods Ryd gjorde Boije till en mönstergård med fåravel som specialitet och nedlade sina rön i en uppmärksammad skrift: Säkra rön och påliteliga medel til wälmågo och förmögenhet eller den... förfarna swenska landthushållaren (1756, 2:a upplagan 1794).

### Egendom
Boije ägde Ryds herrgård i Sankt Lars socken och Stensnäs herrgård i Ukna socken.

### Familj
Boije gifte sig 1721 med grevinnan Charlotta Susanna Maria Dorotea Lewenhaupt (1692–1774), dotter av generalen Adam Ludwig Lewenhaupt och grevinnan Brita Dorotea Lewenhaupt. De fick tillsammans barnen Adam Gustaf Ernst Boije (född 1726), Brita Maria Boije (1728–1795) som var gift med majoren Carl Axel Rutensköld och hovintendenten Carl af Petersen, översten Adam Ludvig Boije (1730–1786) och Carl Gustaf Boije (1731–1733).